# 哈特拉斯縣
哈特拉斯縣（Hathras district）是印度北方邦的一個縣，位於該國北部，面積1,840平方公里，2011年人口1,565,678，人口密度每平方公里851人。

## 历史
哈特拉斯縣是1997年5月3日通过合并Aligarh，Mathura和Agra地区的一部分而创建的。 此后不久，它被命名为哈特拉斯縣。
27°36′N 78°03′E / 27.600°N 78.050°E